# Акши (Актюбинская область)
Акши (каз. Ақши, до 2006 года — Кызыл Партизан) — село в Иргизском районе Актюбинской области Казахстана. Входит в состав Иргизского сельского округа. Код КАТО — 156830200.

## Население
В 1999 году население села составляло 683 человека (338 мужчин и 345 женщин). По данным переписи 2009 года, в селе проживало 578 человек (292 мужчины и 286 женщин).